# Larissa Zakharova
 (mai 2022).
La mise en forme du texte ne suit pas les recommandations de Wikipédia : il faut le « wikifier ».
Les points d'amélioration suivants sont les cas les plus fréquents :
- Les titres sont pré-formatés par le logiciel. Ils ne sont ni en capitales, ni en gras.
- Le texte ne doit pas être écrit en capitales (les noms de famille non plus), ni en gras, ni en italique, ni en « petit »…
- Le gras n'est utilisé que pour surligner le titre de l'article dans l'introduction, une seule fois.
- L'italique est rarement utilisé : mots en langue étrangère, titres d'œuvres, noms de bateaux, etc.
- Les citations ne sont pas en italique mais en corps de texte normal. Elles sont entourées par des guillemets français : « et ».
- Les listes à puces sont à éviter, des paragraphes rédigés étant largement préférés. Les tableaux sont à réserver à la présentation de données structurées (résultats, etc.).
- Les appels de note de bas de page (petits chiffres en exposant, introduits par l'outil «  Source ») sont à placer entre la fin de phrase et le point final[comme ça].
- Les liens internes (vers d'autres articles de Wikipédia) sont à choisir avec parcimonie. Créez des liens vers des articles approfondissant le sujet. Les termes génériques sans rapport avec le sujet sont à éviter, ainsi que les répétitions de liens vers un même terme.
- Les liens externes sont à placer uniquement dans une section « Liens externes », à la fin de l'article. Ces liens sont à choisir avec parcimonie suivant les règles définies. Si un lien sert de source à l'article, son insertion dans le texte est à faire par les notes de bas de page.
- La présentation des références doit suivre les conventions bibliographiques. Il est recommandé d'utiliser les modèles {{Ouvrage}}, {{Chapitre}}, {{Article}}, {{Lien web}} et/ou {{Bibliographie}}. Le mode d'édition visuel peut mettre en forme automatiquement les références.
- Insérer une infobox (cadre d'informations à droite) n'est pas obligatoire pour parachever la mise en page.

Pour une aide détaillée, merci de consulter Aide:Wikification.
Si vous pensez que ces points ont été résolus, vous pouvez retirer ce bandeau et améliorer la mise en forme d'un autre article.
Pour les articles homonymes, voir Zakharov.
Larissa Viktorovna Zakharova (Dufaud dans l’état-civil français, d’où parfois la mention de Zakharova-Dufaud), née le 12 août 1977 à Droujnaïa Gorka (Oblast de Léningrad), et morte le 2 mars 2019 à Moscou, est une historienne de la Russie au XXe siècle et maîtresse de conférences à l’École des hautes études en sciences sociales (EHESS).

## Biographie
Larissa Zakharova est la première d’une famille de deux enfants. Elle passe les premières années de sa vie à Droujnaïa Gorka, élevée par sa grand-mère, sa mère étant encore étudiante à l’université, lors de sa naissance. Chantant et jouant de plusieurs instruments (guitare, balalaïka ou accordéon), sa grand-mère l’initie très tôt à ces activités artistiques. À l’âge de 7 ans, Larissa Zakharova rejoint ses parents sur l’île de Kronstadt, où son père occupe un poste d’éducateur politique au sein de la marine. C’est là qu’elle effectue toute sa scolarité.

### Études supérieures
Après le secondaire, qu’elle achève avec une médaille d’or — récompense du système éducatif russe réservée aux élèves les plus brillants —, Larissa Zakharova poursuit ses études supérieures en histoire, à l’Université pédagogique d’État de Russie A. I. Herzen dont elle sort diplômée en 2000 (« Mention excellente »), en tant que maître d’enseignement en sciences socio-économiques.
De 1998 à 2001, elle travaille au musée S. M. Kirov où elle participe à l’élaboration des programmes éducatifs, à la préparation d’une exposition sur l’enfance soviétique de 1917 à 1941, et à la réalisation de visites guidées.
Parallèlement à ses études et son emploi au musée S. M. Kirov, Larissa Zakharova suit des cours de langue française à l’Alliance française de Saint-Pétersbourg.

### Vie privée
Elle est l’épouse de Grégory Dufaud, historien lui aussi de la Russie au XXe siècle, et mère de trois enfants.

## Recherche et enseignement
Après avoir achevé le cycle de cours à l’Alliance française, Larissa Zakharova s’inscrit au Collège Universitaire Français de Saint-Pétersbourg où, en deuxième année, elle rédige un mémoire sur la redistribution du logement à Petrograd (Saint-Pétersbourg) de 1918 à 1922, sous la direction d’Alain Blum (historien et démographe français). Grâce à l’obtention d’une bourse d’études du ministère des Affaires Étrangères français, elle poursuit ses études en France, en Diplôme d'études approfondies (DEA), à l’École des hautes études en sciences sociales (EHESS). Puis, ayant obtenu une bourse doctorale à l’EHESS et un poste de moniteur à l’Institut national des langues et civilisations orientales (INALCO), elle se lance dans la rédaction d’une thèse, toujours sous la direction d’Alain Blum. Sa thèse, soutenue en 2006, s’intitule: « S’habiller à la soviétique. La mode sous Khrouchtchev: transferts, production, consommation ». Elle donne lieu à un livre, S’habiller à la soviétique. La mode et le Dégel en URSS (Paris, CNRS, 2011).
Après avoir occupé le poste d'attaché temporaire d’enseignement et de recherche (ATER) à l’EHESS, Larissa Zakharova entame en 2007 un travail post-doctoral dans le cadre d’un projet ANR (Agence nationale de la recherche) sur « Les politiques des langues dans l’empire de Russie, URSS et ex URSS », coordonné par Juliette Cadiot (historienne et directrice d’études à l’EHESS). Ses recherches portent sur les langues de Carélie (région) de 1945 à 1964.
Entre 2008 et 2010, elle est successivement postdoctorante à l’Université d'Helsinki (Kone Foundation Fellow at Helsinki Collegium for Advanced Studies, University of Helsinki), enseignante-vacataire au centre d’anthropologie historique Marc Bloch à l’Université d'État des sciences humaines de Russie (RGGU) de Moscou et chercheuse contractuelle au Centre national de la recherche scientifique (CNRS), rattachée au Centre franco-russe de recherche en sciences humaines et sociales, à Moscou (actuel Centre d'études franco-russe de Moscou).
En 2010, Larissa Zakharova est élue maîtresse de conférences à l’EHESS sur la base d’un projet de recherche sur les communications en Union soviétique. De 2010 à 2016, elle anime, seule ou en collaboration, plusieurs séminaires à l’EHESS et à la Sorbonne. Outre cette activité d’enseignante, elle participe à de nombreux séminaires, colloques et conférences en France et à l’étranger. À l’été 2015, elle séjourne un mois au Japon en tant que chercheur invitée à l’Institut d’études avancées sur l’Asie de l’Université de Tokyo, dans le cadre du réseau international de chercheurs « Global History Collaborative» .
Investie dans la vie de l’EHESS, Larissa Zakharova occupe plusieurs fonctions administratives au sein de l’établissement. Elle est ainsi directrice-adjointe du Centre d'études des Mondes Russe, Caucasien & Centre-Européen, (CERCEC) de 2015 à 2019. Au sein de l'EHESS, elle occupe la place de membre du Conseil scientifique, membre du Comité technique, membre du Conseil pédagogique de la mention Histoire, membre du comité de coordination et d’orientation à la mention Histoire, membre de la Commission de la scolarité. Elle est également représentante de l’école doctorale de l’EHESS au Laboratoire d’Excellence HASTEC, (Labex).
Ayant obtenu une délégation du CNRS au Centre d'études franco-russe de Moscou, (CEFR), Larissa Zakharova s’installe dans la capitale russe avec sa famille de trois enfants en 2017. Elle y rédige sa thèse d’Habilitation à diriger des recherches (HDR). De 2017 à 2019, Larissa Zakharova anime un séminaire mensuel d’histoire soviétique avec l’Institut historique allemand de Moscou, ainsi qu’un séminaire mensuel en sciences sociales intitulé : « Espace public : mobilisations, engagements, appartenances ». Profitant de sa présence à Moscou, elle participe à l’élaboration d’un partenariat entre l’EHESS et l'École des hautes études en sciences économiques de Moscou, et, en 2018, les deux établissements signent la mise en place d’un double master en histoire et sociologie.
Larissa Zakharova décède en mars 2019 des suites d’un cancer de l’estomac, diagnostiqué quelques années auparavant. Elle avait décidé de faire du manuscrit inédit, qu’elle préparait dans le cadre de son projet d’HDR, un ouvrage intitulé De Moscou aux terres les plus lointaines : Communications, politique et société en URSS. Le manuscrit est publié aux éditions de l’EHESS en 2020, après avoir été achevé par Grégory Dufaud à qui Larissa Zakharova avait confié le fruit de son travail.

## Publications

### Ouvrages
Larissa Zakharova rédige deux ouvrages. L'un est tiré de sa thèse : S’habiller à la soviétique. La mode et le Dégel en URSS, (Paris, CNRS Éditions, 2011, 400 p.), l'autre, fruit de son travail entrepris dans le cadre de la thèse d'habilitation : De Moscou aux terres les plus lointaines. Communications, pouvoir et société en Union soviétique, (Paris, Éditions de l’EHESS, 2020, édité par Grégory Dufaud, 327 p.).

### Direction d’ouvrages
Elle dirige deux ouvrages, le premier avec Liliane Hilaire-Pérez : Les techniques et la globalisation au XXe siècle, (Rennes, Presses Universitaires de Rennes, 2016, 366 p.), le second avec Dominique Arel et Juliette Cadiot : Cacophonie d’empire. Le gouvernement des langues dans l’empire russe et en URSS, (Paris, CNRS Éditions, 2010, 368 p.).

### Direction de numéros spéciaux
Larissa Zakharova prend la codirection de plusieurs numéraux spéciaux. Avec Patrick Fridenson (dir.), elle codirige «Communiquer. De l’audiovisuel au numérique» dans Le Mouvement social en 2019. Elle codirige «Fiction, Science and Power in Soviet Union» dans Kritika: Explorations in Russian and Eurasian History, en 2019, avec Grégory Dufaud. Avec Kristin Roth-Ey, elle dirige la publication «Communiquer en URSS et en Europe socialiste: techniques, politiques, cultures et pratiques sociales», dans les Cahiers du monde russe en 2015 ainsi que «Le quotidien du communisme», numéro thématique des Annales en 2013 ,. En collaboration avec Eleonory Gilburd, elle dirige le numéro spécial des Cahiers du monde russe «Repenser le Dégel: versions du socialisme, influences internationales et société soviétique», en 2006.

### Contributions à des ouvrages
Larissa Zakharova apporte sa contribution à de nombreux ouvrages en langues française, anglaise et russe. 
Ses écrits concernent le logement soviétique. Elle rédige par exemple un article sur la vie d'un immeuble Saint-Pétersbourgeois au début de la période soviétique en 2003. Celui-ci s'intitule «Le 26-28 Kamennoostrovski, les tribulations d’un immeuble en révolution» . Elle écrit également sur les langues de Carélie et leur rôle dans la construction de l'identité régionale de cette région : «Sootnošenie finskogo i russkogo faktorov v processe nacional’nogo stroitel’stva v Karelii v pervye poslevoennye desjatiletija: cikly korenizacii i osobennosti kommunikacii i reprezentacii» («Composantes finnoise et russe dans le processus de la construction nationale en Carélie pendant les premières décennies d’après-guerre: cycles d’indigénisation, les spécificités de la communication et de la représentation»), dans Finskij faktor v istorii i kul’ture Karelii XX veka (Composante finnoise dans l’histoire et la culture de la Carélie au XXe siècle, en 2009. Elle mène un travail axé sur la problématique de la Carélie avec Dominique Arel et Juliette Cadiot, « À la recherche des cadres nationaux. La langue d’instruction en Carélie en tant qu’instrument de discrimination positive, 1945 – 1964» aux éditions du CNRS en 2010.
Larissa Zakharova écrit également sur la mode, le processus de fabrication, le marché et la consommation des vêtements en URSS. En 2015 elle rédige par exemple How and What to Consume: Patterns of Soviet Clothing Consumption in the 1950s and 1960s. Elle écrit «Moda, ili režim social’nogo nivelirovania» ("La mode, ou un régime de nivellement social"), dans Režimnye ljudi v SSSR par ROSSPEN en 2009 . 
Larissa Zakharova rédige aussi quelques articles consacrés à l'étude des moyens de communication, leurs flux et leur technique, durant la période soviétique. En 2016 parait L’insertion des techniques étrangères de communication dans l'environnement industriel soviétique : le cas des centraux téléphoniques Ericsson à Leningrad, en collaboration avec Liliane Pérez. En 2020, son article intitulé « Déstabiliser le pouvoir par les flux de communications : des infrastructures techniques vers la parole oppositionnelle en Union soviétique » est publié dans l'ouvrage Déstabiliser l’État en s’attaquant aux flux. Des révoltes antifiscales au sabotage, XVIIe – XXe siècles.
Une liste quasi exhaustive des travaux de Larissa Zakharova a été publiée dans les Cahiers du monde russe, 60/2-3, 2019, p. 621-633.